# Earl of Antrim

Wappen des Earls of Antrim (erster Verleihung)

Wappen des Earls of Antrim (zweiter Verleihung)

Earl of Antrim ist ein erblicher britischer Adelstitel, der zweimal in der Peerage of Ireland verliehen wurde.

## Verleihungen
Der Titel wurde am 12. Dezember 1620 für Randal MacDonnell, 1. Viscount Dunluce geschaffen. Er war bereits am 28. Mai 1618, ebenfalls in der Peerage of Ireland, zum Viscount Dunluce, in the County of Antrim, erhoben worden. Sein gleichnamiger ältester Sohn, der 2. Earl, kämpfte im Englischen Bürgerkrieg auf Seiten der Royalisten und wurde für seine Verdienste am 26. Januar 1645 in der Peerage of Ireland zum Marquess of Antrim erhoben. Da er kinderlos blieb, erlosch das Marquessate bereits bei seinem Tod am 3. Februar 1682. Das Earldom und die Viscountcy erbte sein jüngerer Bruder als 3. Earl.
Dessen Urenkel, dem 6. Earl, wurden am 19. Juni 1785 die Titel Earl of Antrim und Viscount Dunluce erneut, also in zweiter Verleihung, in der Peerage of Ireland verliehen, diesmal mit dem besonderen Zusatz, dass diese in Ermangelung männlicher Nachkommen auch an dessen Töchter und deren männliche Nachkommen vererbbar sei. Am 18. August 1789 wurde er zudem in zweiter Verleihung in der Peerage of Ireland zum Marquess of Antrim erhoben, diesmal mit der normalen Erbregelung zugunsten ausschließlich männlicher Nachkommen. Als er am 29. Juli 1791 ohne Söhne starb, erloschen das Marquessate, sowie das Earldom und die Viscountcy erster Verleihung. Das Earldom und die Viscountcy zweiter Verleihung fielen gemäß dem besonderen Zusatz an seine älteste Tochter Anne MacDonnell als 2. Countess. Da sie keine Söhne hinterließ, fiel der Titel bei ihrem Tod am 30. Juni 1834 an deren jüngere Schwester Charlotte Kerr als 3. Countess. Deren Sohn, Hugh Kerr, der 4. Earl, änderte 1836 mit königlicher Erlaubnis seinen Nachnamen in McDonnell. Heutiger Titelinhaber ist seit 2021 dessen Nachfahre Randal McDonnell als 10. Earl.
Historischer Familiensitz der Earls ist Glenarm Castle im nordirischen County Antrim.

## Liste der Earls of Antrim

### Earls of Antrim, erste Verleihung (1620)
- Randal MacDonnell, 1. Earl of Antrim († 1636)
- Randal MacDonnell, 1. Marquess of Antrim, 2. Earl of Antrim (1609–1682)
- Alexander MacDonnell, 3. Earl of Antrim (1615–1699) (Titel verwirkt 1689; Titel wiederhergestellt 1697)
- Randal MacDonnell, 4. Earl of Antrim (1680–1721)
- Alexander MacDonnell, 5. Earl of Antrim (1713–1775)
- Randal MacDonnell, 1. Marquess of Antrim, 6. Earl of Antrim, 1. Earl of Antrim (1749–1791)

### Earls of Antrim, zweite Verleihung (1785)
- Randal MacDonnell, 1. Marquess of Antrim, 6. Earl of Antrim, 1. Earl of Antrim (1749–1791)
- Anne MacDonnell, 2. Countess of Antrim (1775–1834)
- Charlotte Kerr, 3. Countess of Antrim (1779–1835)
- Hugh McDonnell, 4. Earl of Antrim (1812–1855)
- Mark McDonnell, 5. Earl of Antrim (1814–1869)
- William McDonnell, 6. Earl of Antrim (1851–1918)
- Randal McDonnell, 7. Earl of Antrim (1878–1932)
- Randal McDonnell, 8. Earl of Antrim (1911–1977)
- Alexander McDonnell, 9. Earl of Antrim (1935–2021)
- Randal McDonnell, 10. Earl of Antrim (* 1967)

Titelerbe (Heir Apparent) ist der Sohn des aktuellen Titelinhabers Alexander McDonnell, Viscount Dunluce (* 2006).